# Reconquista (Chile)

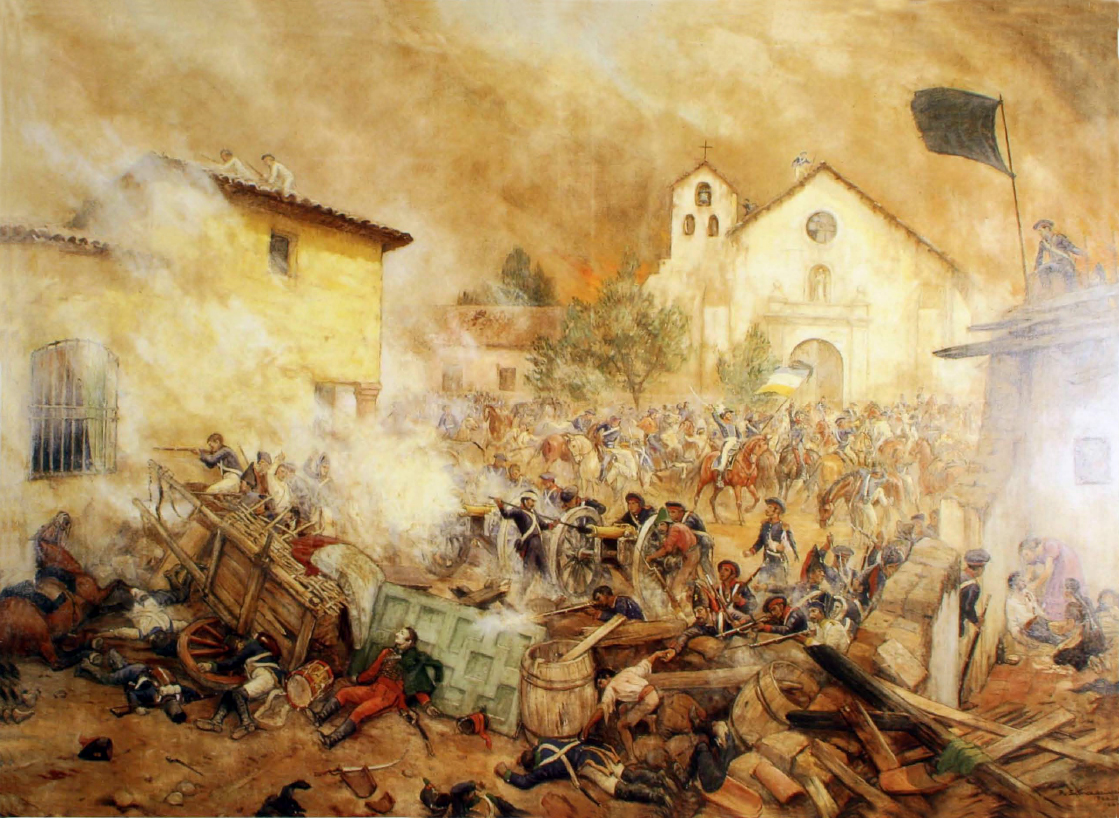
Batalla de Rancagua, de Pedro Subercaseaux.

Reconquista, también conocido como Restauración absolutista, es el nombre del período de la historia de Chile que comienza con el fin de la batalla de Rancagua el 2 de octubre de 1814 y termina con la victoria patriota del Ejército de los Andes, bajo el mando del general José de San Martín, en la batalla de Chacabuco el 12 de febrero de 1817.
Durante este lapso, los defensores del Imperio español restablecieron su dominio en Chile después de que dicho país se hubiera desprendido de la Corona española, instalado su Primera Junta Nacional de Gobierno en 1810 —la primera institución de autogobierno en Chile—, creado su Primer Congreso Nacional en 1811 y posteriormente elegido a su primer director supremo, Francisco de la Lastra, en 1814.
Los «patriotas» trataron de expandir las ideas independentistas en los sectores populares por motivo de la creciente influencia realista española, función llevada a cabo por la acción guerrillera de Manuel Rodríguez.

## Después de la batalla de Rancagua
Al saber el resultado de la batalla de Rancagua (calificada de «Desastre» en la historiografía chilena), muchos patriotas decidieron reunir aquellas pertenencias que podían llevar y comenzaron su exilio en Mendoza. Los soldados que salieron vivos de Rancagua, resguardaban la caravana de mujeres y niños en el ascenso de los Andes. Sin embargo, las rencillas entre Bernardo O'Higgins y José Miguel Carrera no acabaron con la batalla de Rancagua; al llegar a Cuyo, los recibió el gobernador intendente de entonces, José de San Martín, amigo de O´Higgins y miembro de la Logia Lautarina, quien decidió enjuiciar a los hermanos Carrera y sus seguidores en Buenos Aires, por la muerte de Juan Mackenna —muerto en un duelo a manos de Luis Carrera—, uno de los más destacados colaboradores de O'Higgins.

## Restauración de las instituciones españolas

La Cruz de Borgoña, bandera del Imperio Español utilizada por el bando realista.

A partir del 9 de octubre de 1814, con el gobierno de Mariano Osorio, se restablecieron las instituciones coloniales. Osorio recibió órdenes del virrey de ser conmiserado, pero el encargado de la seguridad del reino, el capitán del Regimiento Talavera de la Reina, Vicente San Bruno, no lo toleró. Se crearon los Tribunales de vindicación, a los que debieron asistir todos los patriotas y todos los sospechosos de haber colaborado con ellos. Si se les encontraba culpables, debía pagar una multa, y, si el cargo era mayor, se les apresaba para luego ser desterrados a Juan Fernández. En noviembre de 1814, zarpó un barco desde Valparaíso llevando más de 200 desterrados, quienes debieron cobijarse en cuevas y soportar muchas privaciones hasta ser rescatados en 1817. A aquellos patriotas que se exiliaron en Mendoza les fueron confiscados sus bienes.
En febrero de 1815, San Bruno fingió abrir la cárcel para que los patriotas escapasen, pero afuera les esperaba un pelotón de fusileros que acabó con las vidas patriotas. Este acto llenó de indignación hasta al más realista. En vista de esto, Osorio reabrió la Real Audiencia y más tarde la Real Universidad de San Felipe, derogó los decretos promulgados durante la Patria Vieja (1810-1814) y eliminó el Instituto Nacional General José Miguel Carrera y la Biblioteca Nacional, instituciones creadas en ese periodo. Debido a los conflictos con el virrey José Fernando de Abascal (1806-1816), Osorio fue destituido de su cargo de gobernador (1815) y se designó a Casimiro Marcó del Pont.
Marcó del Pont hizo buena amistad con San Bruno, a quien puso en el cargo de presidente del Tribunal de Vigilancia y seguridad pública, estableciendo una red de espionaje que impuso el terror en Santiago. El nuevo gobernador llegó a prohibir moverse dentro del país sin su autorización. Clausuró las chinganas, lugares donde el pueblo comía, bebía y bailaba. Asustado por los secretos sobre una expedición libertadora de O'Higgins y las actividades guerrilleras de Manuel Rodríguez, puso precio a la cabeza de este último. Un día, cuando Marcó del Pont bajaba de su carroza, se le acercó un hombre humilde con fingida reverencia para abrirle la puerta. Marcó del Pont le lanzó una moneda de plata, sin darse cuenta de que quien le abría la puerta de su carroza era Rodríguez.
Los gobernantes españoles no consiguieron apagar el sentimiento patriótico provocado por la formación del Ejército de Los Andes, liderado por el capitán general San Martín con la ayuda de los brigadieres O'Higgins, Miguel Estanislao Soler y Juan Gregorio de Las Heras.

## Fin de la Reconquista española
El 12 de febrero de 1817 se produjo la victoria en Chacabuco, al mando del general José de San Martín, secundado por el chileno Bernardo O'Higgins y el argentino Soler, dando inicio a la Patria Nueva (1817-1823).